# Sarre (Blavet)
Die Sarre (bretonisch Sar) ist ein Fluss in der Bretagne in Frankreich. Sie entspringt beim Weiler Restermen an der Gemeindegrenze von Langoëlan und Lescouët-Gouarec im Département Côtes-d’Armor, entwässert in südöstlicher Richtung und mündet nach rund 35 Kilometern in Melrand im Département Morbihan als rechter Nebenfluss in den Blavet.
Das Wasser der Saare trieb einst Mühlräder an. Flussabwärts passierte sie die Wassermühlen von Tescat, Quilio, Keralys, Henven, Stang Du, Poul, Talroch, Boterff (am Eingang des Dorfes Melrand) und Madeleine.

## Orte am Fluss
- Kergall, Gemeinde Lescouët-Gouarec
- La Villeneuve, Gemeinde Langoëlan
- Coët-Roc’h, Gemeinde Silfiac
- Guernevel, Gemeinde Séglien
- Le Grand Roz, Gemeinde Silfiac
- Séglien
- Kergann Meur, Gemeinde Locmalo
- Saint-Zenon, Gemeinde Séglien
- Saint-Salomon, Gemeinde Malguénac
- Locrio, Gemeinde Guern
- Saint-Jean, Gemeinde Guern
- Quévellec, Gemeinde Bubry
- Melrand
- Saint-Rivalain, Gemeinde Melrand

## Sehenswürdigkeiten
Der Oberlauf der Sarre gehört zum Natura 2000-Schutzgebiet Rivière Scorff, Forêt de Pont Calleck, Rivière Sarre, das unter der Nummer FR5300026 registriert ist.